# Klauzula Martensa
Klauzula Martensa (ang. Martens Clause, fr. clause de Martens, niem. Martens’sche Klausel, ros. оговорка Мартенса) – klauzula zamieszczona w preambule do IV konwencji haskiej z roku 1907 o prawach i zwyczajach wojny; nazwana od nazwiska delegata rosyjskiego Fiodora Martensa, który ją zaproponował. Odnosi się ona do wypadków nieobjętych przepisami IV konwencji haskiej, odnoszących się do wojny lądowej. Według klauzuli Martensa, w owych sytuacjach ludność i strony wojujące znajdują się pod opieką i władzą zasad prawa narodów, wypływających ze zwyczajów, ustanowionych między cywilizowanymi narodami oraz z zasad humanitarności i wymagań społecznego sumienia.
Istnieją dwa kierunki interpretacji klauzuli Martensa. Według jednych - jedynie ściśle określone reguły IV konwencji haskiej są normami prawnie obowiązującymi. Według drugich - klauzula Martensa ma istotne znaczenie dla przestrzegania norm prawa zwyczajowego nieobjętego kodyfikacją prawa międzynarodowego publicznego.